# 傑馬尼亞鎮區 (明尼蘇達州托德縣)
傑馬尼亞鎮區（英語：Germania Township）是位於美國明尼蘇達州托德縣的一個行政鎮區。

## 地方資料
傑馬尼亞鎮區的面積為94.29平方千米，皆為陸地。根據2020年美國人口普查的數據，當地共有人口527人，而人口密度為每平方千米5.59人。